# スクフィヤ

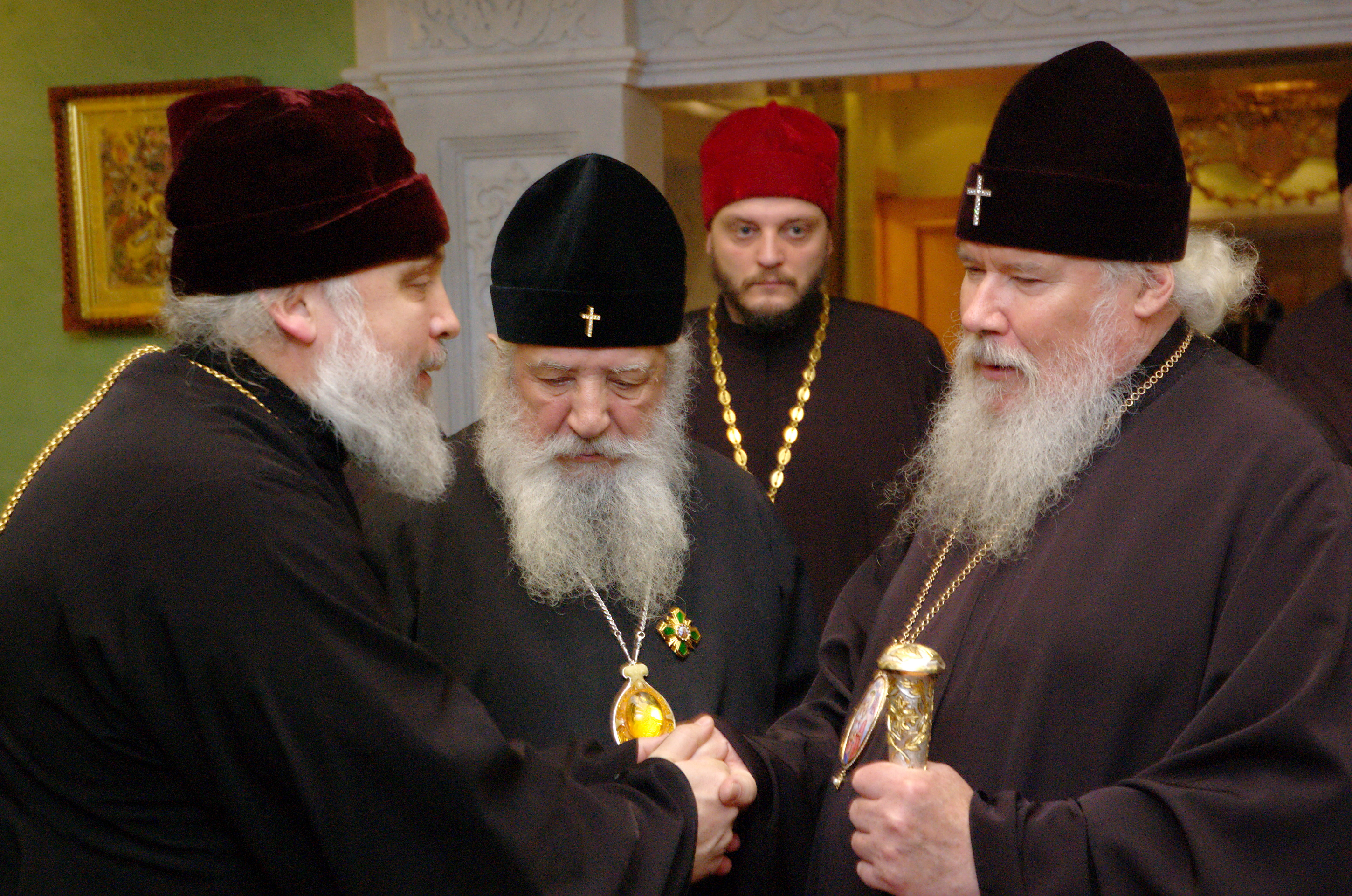
高位の主教が着用するロシア・スタイルのスクフィヤの例。モスクワ総主教アレクシイ2世（最右）、真中に在外ロシア正教会のラウルス府主教。後ろには十字架飾りの無い赤色のスクフィヤを着用している司祭が見える。

スクフィヤ（ギリシア語: Σκούφος, ロシア語: скуфья, 英語の種々の表記:  skouphos, skufiya, skufia, skoufos）とは、正教会において修道士・修道女、もしくは神品 (正教会の聖職)によって着用される帽子。奉神礼が行われる時以外、日常出歩く時に着用する。
通常は黒色であるが、時には名誉の証として、赤色もしくは紫色のスクフィヤが授与されることがある。
ロシア系のスタイルでは、縁無しの、天辺が尖った形になっている。ギリシャ系のスタイルでは、天辺が平で襞が付けられている。ルーマニア系のスタイルでは、天辺が平で隆起したエッジが付けられている。
修道院では、修道見習いになるか、修道士になった段階のいずれかで与えられる。
高位の主教（総主教・府主教・大主教）は、宝石が飾られた十字架が正面に付けられた黒色もしくは紫色のスクフィヤを着用することがある。
修道女は、修道女用のヴェールの上から、スクフィヤを着用することがある。
- ギリシャ・スタイルのスクフィヤを着用しているギリシャ正教会の司祭。
- ロシア・スタイルのスクフィヤを着用しているパーヴェル・フロレンスキイと、セルゲイ・ブルガーコフ。
- ロシア・スタイルのスクフィヤを着用しているロシア人修道女（イスラエルで撮影）。
- ルーマニア・スタイルのスクフィヤ。ルーマニア正教会の掌院イウスチン。